# Приказ книгопечатного дела
Прика́з книгопеча́тного де́ла — приказ, существовавший в России с середины XVI по начало XVIII века и управлявший печатным делом.
Данный приказ появился при Иване Грозном, вместе с появлением в 1553-1558 году в Москве печатного двора, которым он и заведовал. Приказ также назывался «Приказ о Печатном дворе». «Приказ о Печатном дворе» упоминался в записных книгах с 1665 года по 1686 год.
Когда при царском дворе около 1680 года была заведена Симеоном Полоцким новая типография, названная верхней, то для заведования её был создан новый Приказ верхней типографии, существовавший недолго.
В 1699 году велено в Печатном приказе брать печатные пошлины.
С учреждением Святейшего Синода в 1721 году Приказ книгопечатного дела реорганизован в Контору Московской синодальной типографии. Контор было две: в Москве и Санкт-Петербурге. Конторы просуществовали до 1763 года.